# Corumbataí
Corumbataí este un oraș în São Paulo (SP), Brazilia.